# Phaonia simulans
Phaonia simulans är en tvåvingeart som beskrevs av Malloch 1931. Phaonia simulans ingår i släktet Phaonia och familjen husflugor. Inga underarter finns listade i Catalogue of Life.